# رانده‌شده (مجموعه تلویزیونی)
رانده ‌شده سریال درام آمریکایی در ژانر وحشت است که بر اساس داستانی با همین نام توسط Robert Kirkman نوشته شده ‌است. ده قسمت فصل اول در ژوئن ۳، ۲۰۱۶ توسط Cinemax پخش شد. داستان فیلم ماوراء طبیعی است و مردمی را نشان می‌دهد که توسط شیطان تسخیر شده‌اند.
در مارس ۱۴، ۲۰۱۶ این سریال وارد فصل دوم شده‌ است.

## پخش
پخش بین‌المللی سریال توسط کانال‌های بین‌المللی فاکس از ژوئن ۲۰۱۶ شروع شد. در بیستم ماه مه ۲۰۱۶ در اروپا گروه شبکه‌های فاکس قسمت اول سریال را توسط Facebook پخش کرد. TV5 نیز قسمت اول سریال را در فیلیپین با فاصله 24ساعت از پخش در آمریکا از چهارم ژوئن ۲۰۱۶ آغاز کرد.